# Rose Hill (Carolina do Norte)
Rose Hill é uma cidade  localizada no estado norte-americano de Carolina do Norte, no Condado de Duplin.

## Demografia
Segundo o censo norte-americano de 2000, a sua população era de 1330 habitantes.
Em 2006, foi estimada uma população de 1396, um aumento de 66 (5.0%).

## Geografia
De acordo com o United States Census Bureau tem uma área de 3,6 km², dos quais 3,6 km² cobertos por terra e 0,0 km² cobertos por água. Rose Hill localiza-se a aproximadamente 30 m acima do nível do mar.

## Localidades na vizinhança
O diagrama seguinte representa as localidades num raio de 16 km ao redor de Rose Hill.